# Riverview, New Brunswick
Riverview är en ort i New Brunswick i Kanada. Invånarantalet uppgick 2011 till 19 128.